# Battaglia di Galveston
La battaglia di Galveston è stata una battaglia navale e terrestre combattuta in Texas nel gennaio 1863, durante la guerra di secessione americana, durante la quale le forze sudiste attaccarono e respinsero la flotta nordista che occupava la città di Galveston.

## La battaglia
Il 1º gennaio 1863 due navi da guerra a vapore confederate (la CSS Bayou City e la CSS Neptune) salpate da Houston arrivarono a Galveston. Qui, nonostante dovessero affrontare sei navi nemiche e nonostante la Neptune venisse affondata dalla flotta nemica, la Bayou City riuscì a catturare la USS Harriet Lane.
Il comandante confederato Magruder offrì al nemico una tregua di tre ore ma il comandante nordista Renshaw, temendo che i sudisti potessero impadronirsi  anche della USS Westfield (che era alla fonda su un banco di sabbia), decise di farla saltare in aria. Renshaw e molti marinai nordisti morirono nell'esplosione che scoppiò prima del previsto.
Il resto della flotta nordista riuscì a ritirarsi fino a New Orleans.

## Conseguenze
Il blocco navale nordista sulla città di Galveston venne interrotto e la città rimase sotto il controllo della Confederazione.